# Masurica
Masurica (izvirno srbsko Масурица) je naselje v Srbiji, ki upravno spada pod Občino Surdulica; slednja pa je del Pčinjskega upravnega okraja.

## Demografija
V naselju živi 941 polnoletnih prebivalcev, pri čemer je njihova povprečna starost 37,9 let (37,4 pri moških in 38,4 pri ženskah). Naselje ima 386 gospodinjstev, pri čemer je povprečno število članov na gospodinjstvo 3,23.
To naselje je, glede na rezultate popisa iz leta 2002, večinoma srbsko, a v času zadnjih treh popisov je opazno zmanjšanje števila prebivalcev.
|  |

| Demografija | Demografija     | Demografija     |
| Leto        | Št. prebivalcev | Št. prebivalcev |
| ----------- | --------------- | --------------- |
|             |                 |                 |
|             |                 |                 |
|             |                 |                 |
|             |                 |                 |
| 1948        | 1111            |                 |
| 1953        | 1221            |                 |
| 1961        | 1198            |                 |
| 1971        | 1233            |                 |
| 1981        | 1351            |                 |
| 1991        | 1267            | 1246            |
| 2002        | 1283            | 1245            |
|             |                 |                 |

| Etnična sestava po popisu iz leta 2002 | Etnična sestava po popisu iz leta 2002 | Etnična sestava po popisu iz leta 2002 | Etnična sestava po popisu iz leta 2002 | Etnična sestava po popisu iz leta 2002 |
| -------------------------------------- | -------------------------------------- | -------------------------------------- | -------------------------------------- | -------------------------------------- |
| Srbi                                   | Srbi                                   |                                        | 1.047                                  | 84,09%                                 |
| Romi                                   | Romi                                   |                                        | 175                                    | 14,05%                                 |
| Bolgari                                | Bolgari                                |                                        | 6                                      | 0,48%                                  |
| Muslimani                              | Muslimani                              |                                        | 1                                      | 0,08%                                  |
| Makedonci                              | Makedonci                              |                                        | 1                                      | 0,08%                                  |
| Neznano                                | Neznano                                |                                        | 14                                     | 1,12%                                  |